# Сан-Жуан-де-Лоре
Сан-Жуа́н-де-Ло́ре (порт. São João de Loure; МФА: [ˈsɐ̃w ʒu.ˈɐ̃w dɨ ˈɫo.ɾɨ]) — колишня парафія в Португалії, в муніципалітеті Албергарія-а-Веля. Перебувала у складі округу Авейру.  Входила до регіону Центр. За старим адміністративним поділом, що був чинним до 1976 року, територія парафії належала провінції Берегова Бейра.  Ліквідована 28 січня 2013 року. Увійшла до складу парафії Сан-Жуан-де-Лоре і Фроссуш. Площа парафії — 10,90 км², населення — 2009 ос. (2011), густота населення — 184,31 осіб/км²
. Патрон — Іван Хреститель. Поштовий індекс — 3850. Код  — 010207.

## Географія

Албергарія-а-Веля (2013)
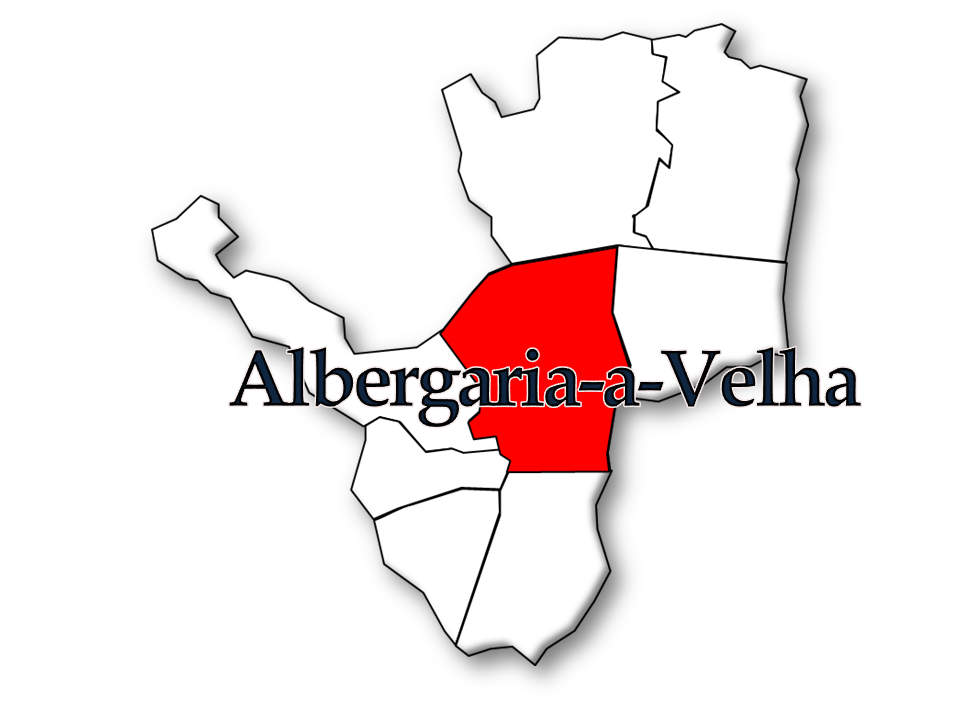
Албергарія-а-Веля
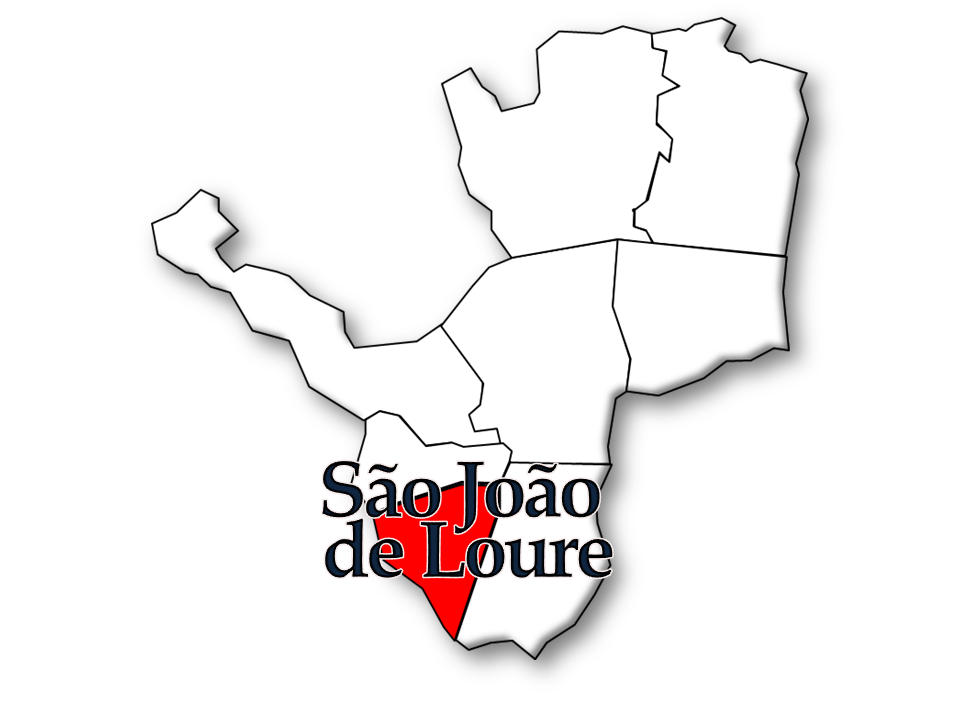
Сан-Жуан-де-Лоре

## Населення
| Кількість мешканців | Кількість мешканців | Кількість мешканців | Кількість мешканців | Кількість мешканців | Кількість мешканців | Кількість мешканців | Кількість мешканців | Кількість мешканців | Кількість мешканців | Кількість мешканців | Кількість мешканців | Кількість мешканців | Кількість мешканців | Кількість мешканців |
| ------------------- | ------------------- | ------------------- | ------------------- | ------------------- | ------------------- | ------------------- | ------------------- | ------------------- | ------------------- | ------------------- | ------------------- | ------------------- | ------------------- | ------------------- |
| 1864                | 1878                | 1890                | 1900                | 1911                | 1920                | 1930                | 1940                | 1950                | 1960                | 1970                | 1981                | 1991                | 2001                | 2011                |
| 2.008               | 1.765               | 1.866               | 1.874               | 1.912               | 1.893               | 1.719               | 1.816               | 1.926               | 2.029               | 1.994               | 2.246               | 2.285               | 2.152               | 2.009               |